# Laphria partitor
Laphria partitor là một loài ruồi trong họ Asilidae. Laphria partitor được Banks miêu tả năm 1917.